# Parapsyche extensa
Parapsyche extensa är en nattsländeart som beskrevs av Donald G. Denning 1949. Parapsyche extensa ingår i släktet Parapsyche och familjen ryssjenattsländor. Inga underarter finns listade i Catalogue of Life.